# Carolina Kostner
Carolina Kostner (Bozen, 8 de febrer de 1987) és una patinadora artística sobre gel italiana, campiona del món el 2012, cinc vegades campiona d'Europa (2007–2008, 2010, 2012–2013), campiona de la Final del Grand Prix de patinatge artístic el 2011, vuit vegades campiona d'Itàlia. i medallista de bronze en els Jocs Olímpics de Sochi de 2014. Va tornar al patinatge competitiu la temporada 2016-2017, després d'una pausa de dos anys.

## Vida privada
Carolina Kostner va néixer a Bolzano i viu a Ortisei, però entrena a Oberstdorf, Alemanya, després de l'esllavissament que va destruir l'edifici de gel d'Ortisei i que també va obligar el Club d'Hoquei Gardena, l'equip local d'hoquei, a canviar de seu. Va començar a patinar als 4 anys. La seva mare, Patrizia, era patinadora nacional dels anys setanta, entrenada per la seva mare que ara és entrenadora de la categoria "molt jove" de "Ice Club Gardena". També va ser professora d'arts geomètriques. El seu pare, Erwin Kostner, exjugador d'hoquei sobre gel per a la selecció nacional italiana en els Campionats del Món i els Jocs Olímpics, actualment és entrenador d'aquesta especialitat. El seu avi va ser director de l'Acadèmia d'Art a la seva ciutat natal. Carolina té dos germans, Martin un any més gran i Simon tres anys més jove. Aquest últim juga a hoquei sobre gel. El pare de Carolina és cosí d'Isolde Kostner, qui va guanyar la medalla d'argent en l'esquí alpí als Jocs Olímpics de 2002 
Apart de la seva llengua materna, el ladí, Carolina té fluïdesa en italià i alemany i coneix l'anglès i el francès. A la tardor de 2007 va ingressar a la Universitat de Torí. També pertany al cos de la Policia Penitenciària i és una fan de la Juventus. Va estar vinculada sentimentalment a Alex Schwazer de 2008 a 2012.

## Vida pública i patrocinadors
Els patrocinadors actuals i anteriors de Carolina Kostner inclouen:Tirol del Sud, Asics, Grissin Bon, Grana Padano, Axel - Roma Ice Track, Royal Caribbean, Lancia, Herbalife (de la temporada 2010-2011), el Parc Olímpic de Torí i Roberto Cavalli (fins a la temporada 2009-2010). I altres que inclouen: Maybelline, L'Oréal Professionnel, Fratelli Rossetti, Damiani, Swarovski, Iceberg i T-SHIRT T-SHOPS.
Carolina va participar en el programa Winx on Ice el novembre de 2008. També va ser la padrina d'Opera on Ice, una actuació celebrada per primera vegada a l'octubre de 2011 a la Arena de Verona, que incloïa alguns dels millors patinadors de l'escena internacional. L'espectacle es va emetre simultàniament en quaranta països. A l'octubre de 2012 va ser la deessa de la segona edició d'Opera on Ice, en què va patinar amb la música de "Je veux vivre" de Romeo i Juliet juntament amb Stéphane Lambiel.
Kostner va dissenyar personalment els seus vestits per a la temporada 2011-2012, mentre que el 2005 va col·laborar amb Roberto Cavalli. A part d'aixó, al final de cada temporada esportiva es subhasten els seus vestits i els fons de la venda es donen a beneficència a favor de l'Institut Giannina Gaslini, un hospital pediàtric de Gènova.

## Tècnica de patinatge

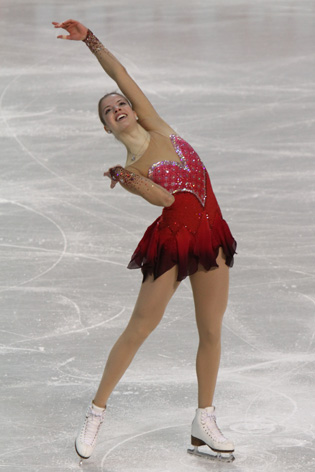
Carolina Kostner durant el programa curt als campionats europeus 2010

Carolina Kostner forma part de la minoria de patinadors que salten i executen els girs en el sentit de les agulles del rellotge. Pel que fa als salts, és capaç de les combinacions. triple-triple-doble, triple-doble-doble, triple-triple, triple-doble Alguns exemples són la combinació de doble axel - triple toe, triple volteig, triple volteig doble triple i doble triple, i doble triple volteig. Va realitzar el seu primer triple salt als 11 anys i un doble axel al 12. Sobre les seves habilitats en combinacions, ha dit: "Les combinacions triple-triples són fàcils per a mi. Primer he provat un doble punta -l'altre-triple toe-loop, per veure com era, llavors vaig provar un triple toe-loop-triple toe loop. No m'agrada el doble axel, així que no intentaré el triple ".

## Processos Judicials
Acusada de donar suport al seu ex-company Alex Schwazer, sentenciat a un total de tres anys i 9 mesos de inhabilitació per dopatge El 28 de novembre de 2014, Kostner va ser processada per l'Oficina Contra Antidopatge de CONI al Tribunal Nacional amb una sol·licitud d'inhabilitació de 4 anys i 3 mesos. El fiscal de Bolzano finalment demanà dos anys i tres mesos i el 16 de gener de 2015, va quedar inhabilitada per un any i quatre mesos en una resolució de primera instància. L'atleta proclamà la seva innocència i anuncià que recorreria al Tribunal d'Arbitratge (TAS), i encara que l'Oficina Anti-Doping i la WADA (Agència Mundial Antidopatge, es van dirigir al TAS de Lausanne al març, demanant un augment de la pena d'entre 2 i 4 anys de inhabilitació, finalment, el tribunal la va permetre tornar al patinatge competitiu la temporada 2016-2017.

## Agraïments
- Atleta de l'any del Tirol del Sud, anys 2004, 2011 i 2012.

## Honors
- Collaret d'Or al Mèrit Esportiu - Saló d'Honor del Comitè Olímpic Nacional Italià, 19 d'abril 2012

## Referències

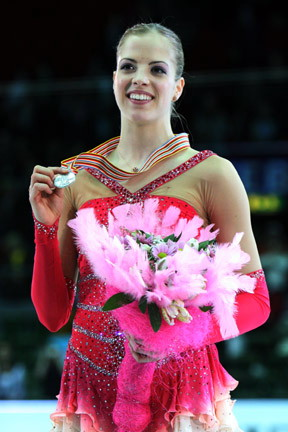
Carolina Kostner als Mundials de 2008

## Assoliments
| Resultats | Resultats      | Resultats      | Resultats      | Resultats      | Resultats      | Resultats      | Resultats      | Resultats      | Resultats      | Resultats      | Resultats      | Resultats      | Resultats      | Resultats      | Resultats      |
| Internacionals | Internacionals | Internacionals | Internacionals | Internacionals | Internacionals | Internacionals | Internacionals | Internacionals | Internacionals | Internacionals | Internacionals | Internacionals | Internacionals | Internacionals | Internacionals |
| Esdeveniment | 2000–01        | 2001–02        | 2002–03        | 2003–04        | 2004–05        | 2005–06        | 2006–07        | 2007–08        | 2008–09        | 2009–10        | 2010–11        | 2011–12        | 2012–13        | 2013–14        | 2016-17        |
| --- | -------------- | -------------- | -------------- | -------------- | -------------- | -------------- | -------------- | -------------- | -------------- | -------------- | -------------- | -------------- | -------------- | -------------- | -------------- |
| Jocs olímpics d' hivern |                |                |                |                |                | 9°             |                |                |                | 16°            |                |                |                | 3°             |                |
| Campionats mundials |                |                | 10°            | 5°             | 3°             | 12°            | 6°             | 2°             | 12°            | 6°             | 3°             | 1°             | 2°             | 3°             |                |
| Campionats europeus |                |                | 4°             | 5°             | 7°             | 3°             | 1°             | 1°             | 2°             | 1°             | 2°             | 1°             | 1°             | 3°             | 3°             |
| Final del Gran Prix |                |                |                |                |                |                |                | 3°             | 3°             |                | 2°             | 1°             |                |                |                |
| GP Trophée Eric Bompard |                |                |                |                | 2°             |                |                |                |                | 6°             |                | 2°             | R              |                |                |
| GP Cup of China |                |                |                |                |                |                |                | 3°             |                | 6°             |                | 1°             | R              | 3°             |                |
| GP Cup of Rússia |                |                |                | 2°             | 7°             |                |                |                | 1°             |                |                |                |                | 2°             |                |
| GP NHK Trophy |                |                |                |                |                | 6°             |                | 1°             |                |                | 1°             |                |                |                |                |
| GP Skate Amèrica |                |                |                | 9°             |                |                |                |                |                |                | 3°             | 2°             |                |                |                |
| GP Skate Canadà |                |                |                |                | 5°             | 7°             |                |                | 4°             |                |                |                |                |                |                |
| CS Golden Espiïn |                |                |                |                |                |                |                |                |                |                |                |                |                |                | 1°             |
| Nebelhorn Trophy |                |                | 1°             |                |                |                |                | 1°             |                |                |                |                |                |                |                |
| The Nordics |                |                |                |                |                |                |                |                |                |                |                |                |                |                | 1°             |
| Bofrost Cup |                |                |                | 4°             |                |                |                |                |                |                |                |                |                |                |                |
| Challenge Cup |                |                |                |                |                |                |                |                |                |                |                | 1°             | 1°             |                |                |
| Finlàndia Trophy |                |                |                | 4°             |                |                |                | 3°             |                |                |                |                |                |                |                |
| Gardena Spring Trophy |                | 4°             |                |                |                |                |                |                |                |                | 1°             |                |                |                |                |
| Golden Espiïn of Zagreb |                |                |                |                |                |                |                |                |                |                |                |                | 1°             |                |                |
| Karl Schäfer |                |                |                |                |                |                |                |                | 1°             |                |                |                |                |                |                |
| Merano Cup |                |                |                |                |                |                |                |                |                | 1°             |                |                |                |                |                |
| Ondrej Nepela Trophy |                |                | 1°             |                |                |                |                |                |                |                |                |                |                |                |                |
| Internacionals: categoria Junior |                |                |                |                |                |                |                |                |                |                |                |                |                |                |                |
| Mundials .junior | 11°            | 10°            | 3°             |                |                |                |                |                |                |                |                |                |                |                |                |
| Final Gran Prix .junior |                |                | 2°             |                |                |                |                |                |                |                |                |                |                |                |                |
| JGP Xina |                |                | 4°             |                |                |                |                |                |                |                |                |                |                |                |                |
| JGP França |                |                | 1°             |                |                |                |                |                |                |                |                |                |                |                |                |
| JGP Alemanya | 7°             |                |                |                |                |                |                |                |                |                |                |                |                |                |                |
| JGP Itàlia |                | 6°             |                |                |                |                |                |                |                |                |                |                |                |                |                |
| JGP Noruega | 9°             |                |                |                |                |                |                |                |                |                |                |                |                |                |                |
| JGP Polònia |                | 4°             |                |                |                |                |                |                |                |                |                |                |                |                |                |
| Dragon Trophy |                |                | 1° J.          |                |                |                |                |                |                |                |                |                |                |                |                |
| Nacionals |                |                |                |                |                |                |                |                |                |                |                |                |                |                |                |
| Campionats italians | 1° J.          |                | 1°             | 2°             | 1°             | 1°             | 1°             | R              | 1°             | 2°             | 1°             | R              | 1°             | R              | 1°             |
| Esdeveniments en equip |                |                |                |                |                |                |                |                |                |                |                |                |                |                |                |
| Jocs olímpics d' hivern |                |                |                |                |                |                |                |                |                |                |                |                |                | 4°S / 2°P      |                |
| World Team Trophy |                |                |                |                |                |                |                |                |                |                |                | 6°S / 2°P      |                |                |                |
| GP = Gran Prix; JGP = Junior Gran Prix; J. = Categoria Junior; R = Retirada; S = Resultat de l'equip; P = Resultat personal(N.B. les medalles han estat lliurades solament per resultats d'equip) |                |                |                |                |                |                |                |                |                |                |                |                |                |                |                |